# 1284 Latvia
Latvia (asteróide 1284) é um asteróide da cintura principal com um diâmetro de 36,81 quilómetros, a 2,1921848 UA. Possui uma excentricidade de 0,1711277 e um período orbital de 1 571 dias (4,3 anos).
Latvia tem uma velocidade orbital média de 18,31462259 km/s e uma inclinação de 10,88004º.
Esse asteróide foi descoberto em 27 de Julho de 1933 por Karl Reinmuth.